# Chileduvhök
Chileduvhök (Astur chilensis) är en fågel i familjen hökar inom ordningen hökfåglar.

## Utbredning och systematik
Chileduvhök förekommer från centrala Chile och västcentrala Argentina söderut till Eldslandet. Den behandlades tidigare oftast som underart till tvåfärgad duvhök (A. bicolor) men urskiljs allt oftare som egen art.

### Släktskap och släktestillhörighet
Genetiska studier visar att chileduvhöken är förutom tvåfärgad duvhök nära släkt med trastduvhök och den hotade kubaduvhöken. Dessa står i sin tur nära duvhöken med släktingar. Tillsammans utgör de systergrupp till kärrhökarna i Circus, och är alltså närmare släkt med dem än typarten för Accipiter, sparvhöken. För att kärrhökarna ska kunna behållas i ett eget släkte delas därför Accipiter delas upp i flera mindre släkten, däriblamd Astur.

## Status
IUCN erkänner den inte som art, varför den inte placeras i någon hotkategori.